# مقاطعة غرين (أركنساس)
مقاطعة غرين (بالإنجليزية: Greene County)‏ هي إحدى مقاطعات ولاية أركنساس في الولايات المتحدة الأمريكية.

## أعلام
- بنجامين كرولي